# Челно-Федоровский сельский совет
Челно-Федоровский сельский совет (укр. Човно-Федорівська сільська рада) — входит в состав
Зеньковского района
Полтавской области
Украины.
Административный центр сельского совета находится в 
Челно-Федоровка.

## Населённые пункты совета
- с. Челно-Федоровка
- с. Бабанское
- с. Волошковое
- с. Заики
- с. Клименки
- с. Кольченки
- с. Лавринцы
- с. Мысики
- с. Пруглы